# Codroipo
Codroipo is een gemeente in de Italiaanse provincie Udine (regio Friuli-Venezia Giulia) en telt 14.887 inwoners (31-12-2004). De oppervlakte bedraagt 73,7 km², de bevolkingsdichtheid is 197 inwoners per km².
De volgende frazioni maken deel uit van de gemeente: Beano, Passariano, Lonca, Rivolto, Biauzzo, Iutizzo, Pozzo, Rividischia, San Pietro, Muscletto, San Martino, Zompicchia.

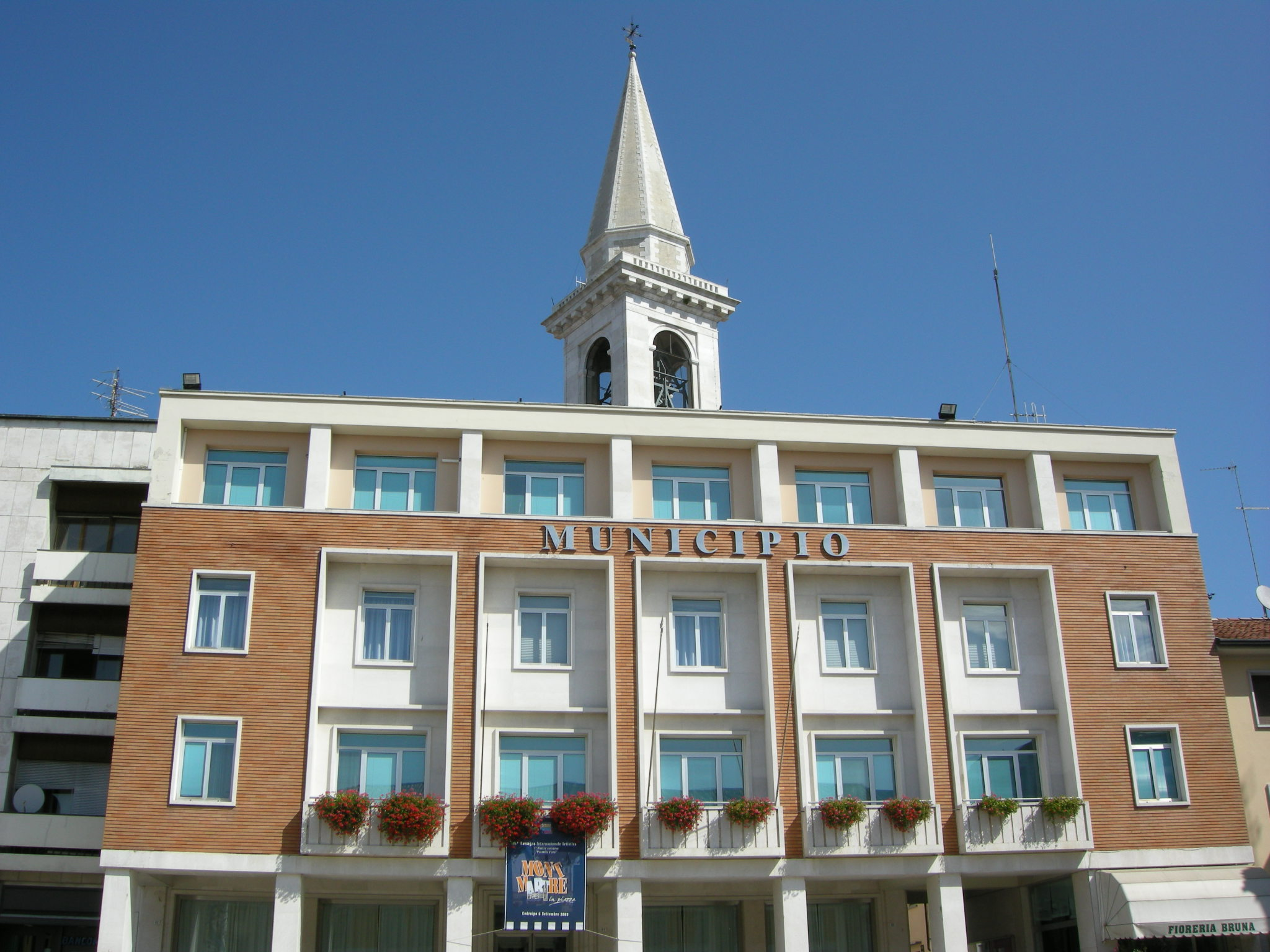
Gemeentehuis
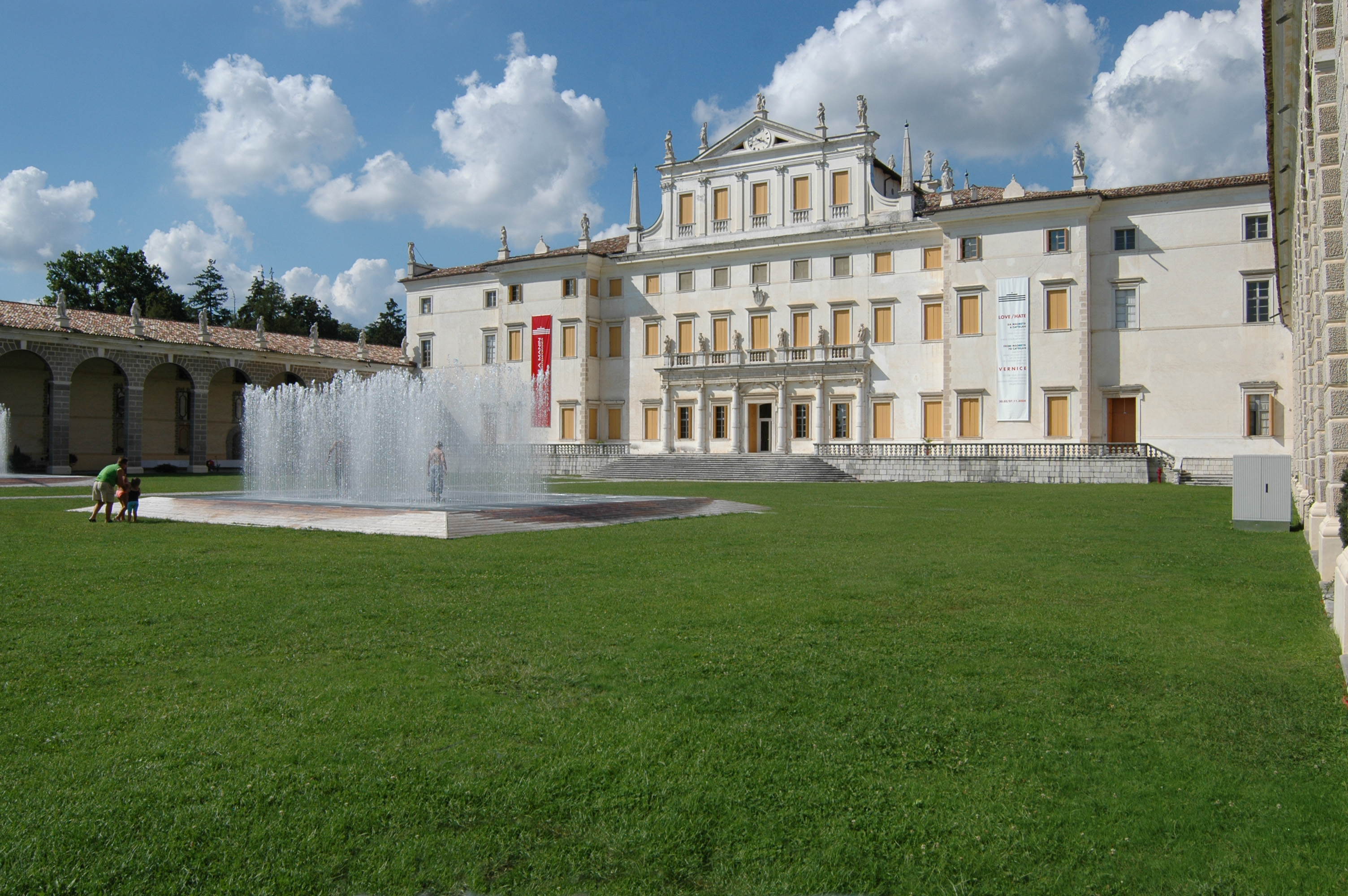

## Demografie
Codroipo telt ongeveer 5924 huishoudens. Het aantal inwoners steeg in de periode 1991-2001 met 1,3% volgens cijfers uit de tienjaarlijkse volkstellingen van ISTAT.
| Jaar | Inwoneraantal |
| ---- | ------------- |
| 1991 | 14.234        |
| 2001 | 14.421        |

## Geografie
Codroipo grenst aan de volgende gemeenten: Basiliano, Bertiolo, Camino al Tagliamento, Lestizza, Mereto di Tomba, San Vito al Tagliamento (PN), Sedegliano, Valvasone (PN), Varmo.

## Geboren
- Ivan Cudin (1975), ultraloper